# Seuna
I Seuna, Sevuna o dinastia Yadava  (Marathi: देवगिरीचे यादव, Kannada: ಸೇವುಣರು) (850 - 1317) furono una dinastia indiana. Al loro culmine dominarono un regno che andava da Tungabhadra al fiume Narmada, tra l'odierno stato indiano del Maharashtra e le regioni settentrionali del Karnataka e del Madhya Pradesh, con capitale a Devagiri (l'odierna Daulatabad).
La dinastia Yadava inizialmente fu feudataria dell'Impero Chalukya occidentale. Verso la metà del XII secolo dichiarò la propria indipendenza e fondò un regno che raggiunse il massimo splendore sotto Singhana II.